# Supercoppa italiana 2009 (pallavolo femminile)
La Supercoppa italiana di pallavolo femminile 2009 si è svolta il 10 ottobre 2009: al torneo hanno partecipato due squadre di club italiane e la vittoria finale è andata per la terza volta, la seconda consecutiva, al Robursport Volley Pesaro.

## Regolamento
Le squadre hanno disputato una gara unica.

## Squadre partecipanti
| Squadra           | Qualificazione                                   | Ultima partecipazione    |
| ----------------- | ------------------------------------------------ | ------------------------ |
| Asystel           | Finalista play-off scudetto Serie A1 2008-09     | Supercoppa italiana 2006 |
| Robursport Pesaro | Vincitrice Serie A1 2008-09/Coppa Italia 2008-09 | Supercoppa italiana 2008 |

## Torneo
| 10 ottobre 2009 PalaRuffini, Torino Durata: 2h:02 - Spettatori: 2 700 | Robursport Pesaro | 3 - 2 | Asystel | 25-19, 18-25, 25-21, 23-25, 15-13 |